# Elvina Island
Elvina Island ist eine Insel im Archipel Südgeorgiens im Südatlantik. In der Gruppe der Jomfruene liegt sie zwischen Margit Island im Westen und Agnora Island im Osten.
Das UK Antarctic Place-Names Committee benannte sie 2009. Namensgeberin ist Elvina Adeline Birgitte Esbensen (geborene Larsen, 1884–1956), eine der Töchter des auf Südgeorgien einflussreichen norwegischen Walfangunternehmers Carl Anton Larsen.